# Liahona
Liahona är ett slags magiskt kompassliknande instrument som förekommer i Mormons bok. Den bestod av en mässingskula med två visare och påträffades för första gången utanför Lehis tält omkring 600 f.Kr..
Liahona är också namn på en tidning som drivs av Jesu Kristi Kyrka av Sista Dagars Heliga.